# Fosse Sainte-Barbe - Saint-Waast
La fosse Sainte-Barbe - Saint-Waast, également orthographiée Sainte Barbe - Saint Waast, de la Compagnie des mines d'Aniche est un ancien charbonnage du Bassin minier du Nord-Pas-de-Calais, situé à Aniche. Son fonçage commence en 1786, lorsque l'arrêt de l'exhaure au puits Saint-Laurent de la fosse récemment abandonnée Saint-Laurent - Sainte-Thérèse entraîne également l'inondation de la fosse Sainte-Catherine - Saint-Mathias. Le charbon est découvert au puits Sainte-Barbe en 1787, et l'extraction débute en 1788, le puits Saint-Waast, destiné comme les anciens puits Saint-Mathias et Saint-Laurent à l'épuisement des eaux, est doté d'une machine à feu en 1789. Le puits d'extraction est baptisée en l'honneur de Barbe la grande martyre, sainte patronne des mineurs.
Les puits sont abandonnés et noyés en 1793 à cause de l'invasion Autrichienne, mais sont repris un an plus tard, et la compagnie engrange un bénéfice en 1796. La fosse Saint-Hyacinthe, commencée en 1793, est mise en service en 1802, la fosse Sainte-Catherine - Saint-Mathias est reprise deux ans plus tard. La compagnie continue ainsi l'exploitation de la houille à Aniche avec trois fosses en activité. La fosse est en 1810 la plus productive de la compagnie. La fosse Espérance est mise en chantier en 1817 à Auberchicourt, à la suite de l'échec de la fosse La Paix, abandonnée à l'état d'avaleresse. À la fin des années 1830, la compagnie n'exploite que quatre fosses, dont trois sont relativement anciennes. Une fosse est ouverte à Mastaing de 1835 à 1838, mais trop au sud, la houille n'y est pas découverte. Le fonçage de la Fosse Aoust commence en 1836.
En janvier 1839, un groupe d'associés venus de Cambrai se rend maître de la compagnie, ils entreprennent sa réorganisation complète. Le fonçage de la fosse d'Aoust est poursuivi, mais c'est la découverte de la houille à Somain, en 1839, qui permet enfin à la Compagnie d'Aniche de prendre son essor. Dès lors, toutes les vieilles fosses sont fermées, à l'exception de celle de l'Espérance. Le puits d'épuisement Saint-Waast est serrementé en 1840, mais le puits Sainte-Barbe continue d'assurer l'exhaure jusque 1850, date à laquelle il est serrementé puis remblayé.
Au XXIe siècle, Charbonnages de France recherche les puits pour les mettre en sécurité, et matérialise les têtes des puits. Ces derniers sont situés dans un espace vert.

## La fosse
L'abandon de la fosse Saint-Laurent - Sainte-Thérèse en 1786 entraîne l'arrêt de l'exhaure au puits Saint-Laurent, ce qui a pour conséquence d'inonder aussi la fosse Sainte-Catherine - Saint-Mathias située à quelques centaines de mètres à l'ouest. La Compagnie d'Aniche est alors au bord de la faillite, puisqu’elle n'a plus aucune fosse opérationnelle.

### Fonçage
La Compagnie des mines d'Aniche entreprend donc immédiatement en 1786 l'ouverture de deux nouveaux puits, là aussi situés sur le territoire d'Aniche. Le puits d'extraction Sainte-Barbe est situé 260 mètres au nord du puits Sainte-Catherine, et 620 mètres au nord-ouest du puits Sainte-Thérèse. Les puits Sainte-Barbe et Saint-Waast sont situés sur un plan est-ouest, et distants de vingt mètres. Saint-Waast est le plus à l'ouest.
Les puits ont un diamètre de 2,60 mètres, similaire aux puits Sainte-Catherine et Saint-Mathias, mais supérieur aux puits Saint-Laurent et Sainte-Thérèse, respectivement larges de 2,15 et 2,10 mètres. La composition du cuvelage du puits Sainte-Barbe est inconnue, en revanche, celui de Saint-Waast est en briques, le terrain houiller est atteint à 129 mètres de profondeur dans les deux puits.

### Exploitation
La houille est découverte au puits Sainte-Barbe en 1787. La fosse entre en extraction en 1788. Une machine à feu est installée sur le puits Saint-Waast en 1789, qui n'a servi qu'à l'épuisement. La fosse est abandonnée et noyée pendant l'invasion des Autrichiens, mais elle est reprise au bout d'un an, la fosse donne des bénéfices en 1796. Une machine a rotation est établie pour l'extraction au puits Sainte-Barbe.
En 1793, la fosse Saint-Hyacinthe est mise en chantier, mais les travaux sont retardés à cause de l'invasion autrichienne, et la fosse n'ouvre qu'en 1802. Entretemps, la fosse Aglaé est mise en chantier à Auberchicourt en 1798, mais elle est envahie par les eaux et abandonnée en 1799. La Compagnie des mines d'Aniche décide donc de rouvrir la fosse Sainte-Catherine - Saint-Mathias en 1804, ce qui lui permet d'avoir trois fosses productives. Elle était alors abandonnée depuis dix-huit ans.
La compagnie continue ainsi l'exploitation de la houille à Aniche. En 1810, la fosse Sainte-Barbe - Saint-Waast est la plus productive de la compagnie. La fosse Espérance est mise en chantier en 1817 à Auberchicourt, à la suite de l'échec de la fosse La Paix, abandonnée à l'état d'avaleresse. À la fin des années 1830, la compagnie n'exploite que quatre fosses, dont trois sont relativement anciennes. Une fosse est ouverte à Mastaing de 1835 à 1838, mais trop au sud, la houille n'y est pas découverte. Le fonçage de la Fosse Aoust commence en 1836. En janvier 1839, un groupe d'associés venus de Cambrai se rend maître de la Compagnie, ils entreprennent sa réorganisation complète. Le fonçage de la fosse d'Aoust est poursuivi, mais c'est la découverte de la houille à Somain, en 1839, qui permet enfin à la Compagnie d'Aniche de prendre son essor. Dès lors, toutes les vieilles fosses sont fermées, à l'exception de celle de l'Espérance.
En 1840, l'eau est élevée de 350 mètres au moyen de onze pompes en répétition, dont sept placées dans le puits Saint-Waast, deux dans le puits Sainte-Barbe, et deux dans un bure. Le mouvement est donné aux pompes de Sainte-Barbe par trois balanciers de 6,60 mètres, et aux pompes du bure par un autre balancier. L'exploitation est abandonné au puits Sainte-Barbe en 1840, qui a alors atteint la profondeur de 350 mètres et a possédé cinq étages de recette, situés à 150, 197, 213, 269 et 293 mètres. Le puits Saint-Waast, profond de 230 mètres, est serrementé en 1840 après avoir été abandonné. Un seul étage de recette y était établi, à la profondeur de 210 mètres.
Le puits Sainte-Barbe est ensuite consacré à l'aérage jusque 1845, et à l'épuisement avec une machine de Cornouailles jusqu'en 1850, date à laquelle le puits est comblé après l'exécution d'un serrement,.

### Reconversion
Au début du XXIe siècle, Charbonnages de France matérialise les têtes des puits. Le BRGM y effectue des inspections chaque année. Contrairement aux puits Sainte-Catherine et Saint-Mathias, les puits ne sont pas équipés d'exutoires de grisou. Le site est aménagé en espace vert, à la croisée de la rue Patoux, et du boulevard Paul-Vaillant-Couturier. Un lotissement a été construit à la même période au sud-est du carreau de fosse. Le bouchon en béton du puits Saint-Waast est un peu visible.

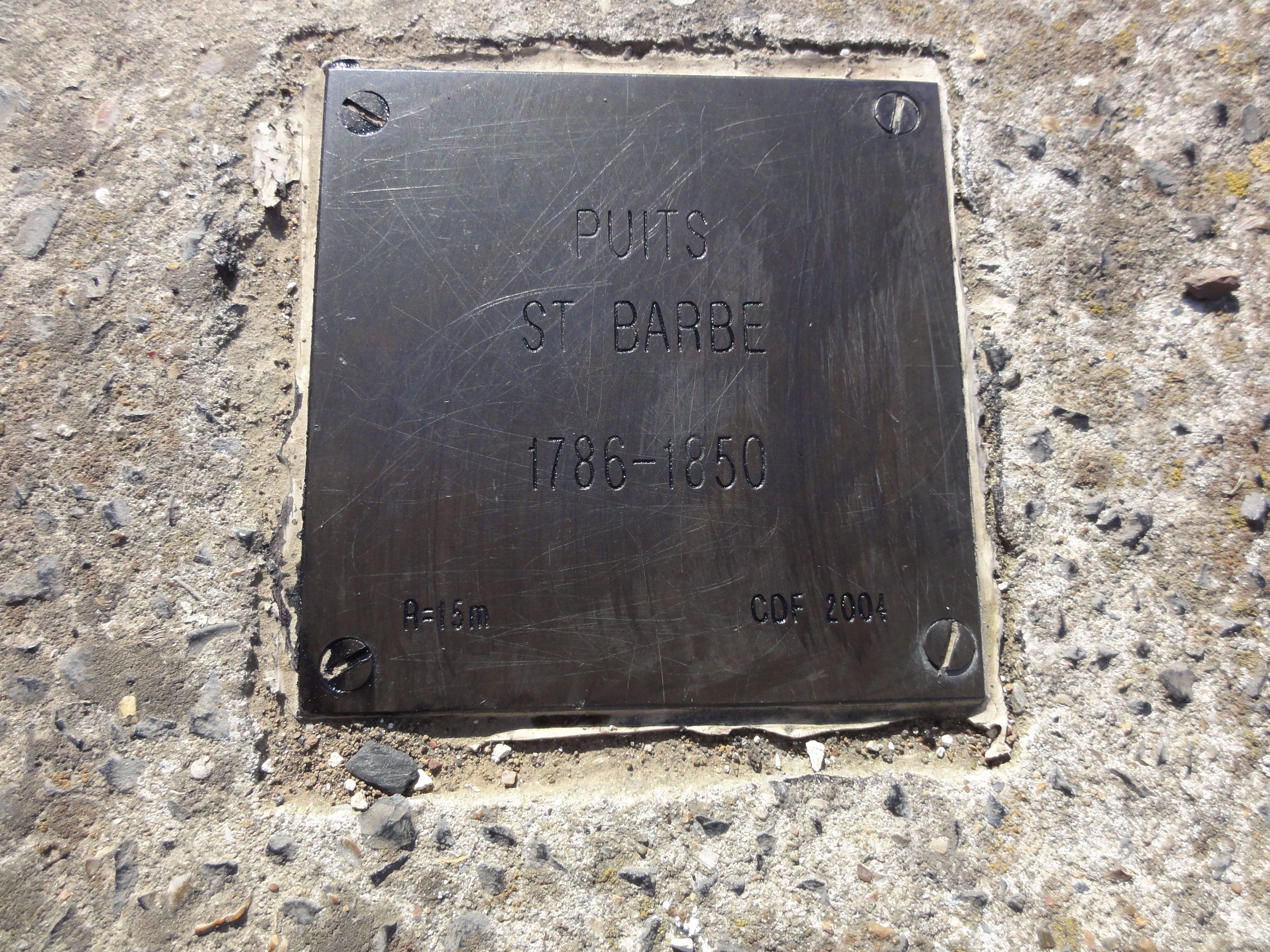
Puits Sainte-Barbe, 1786 - 1850.
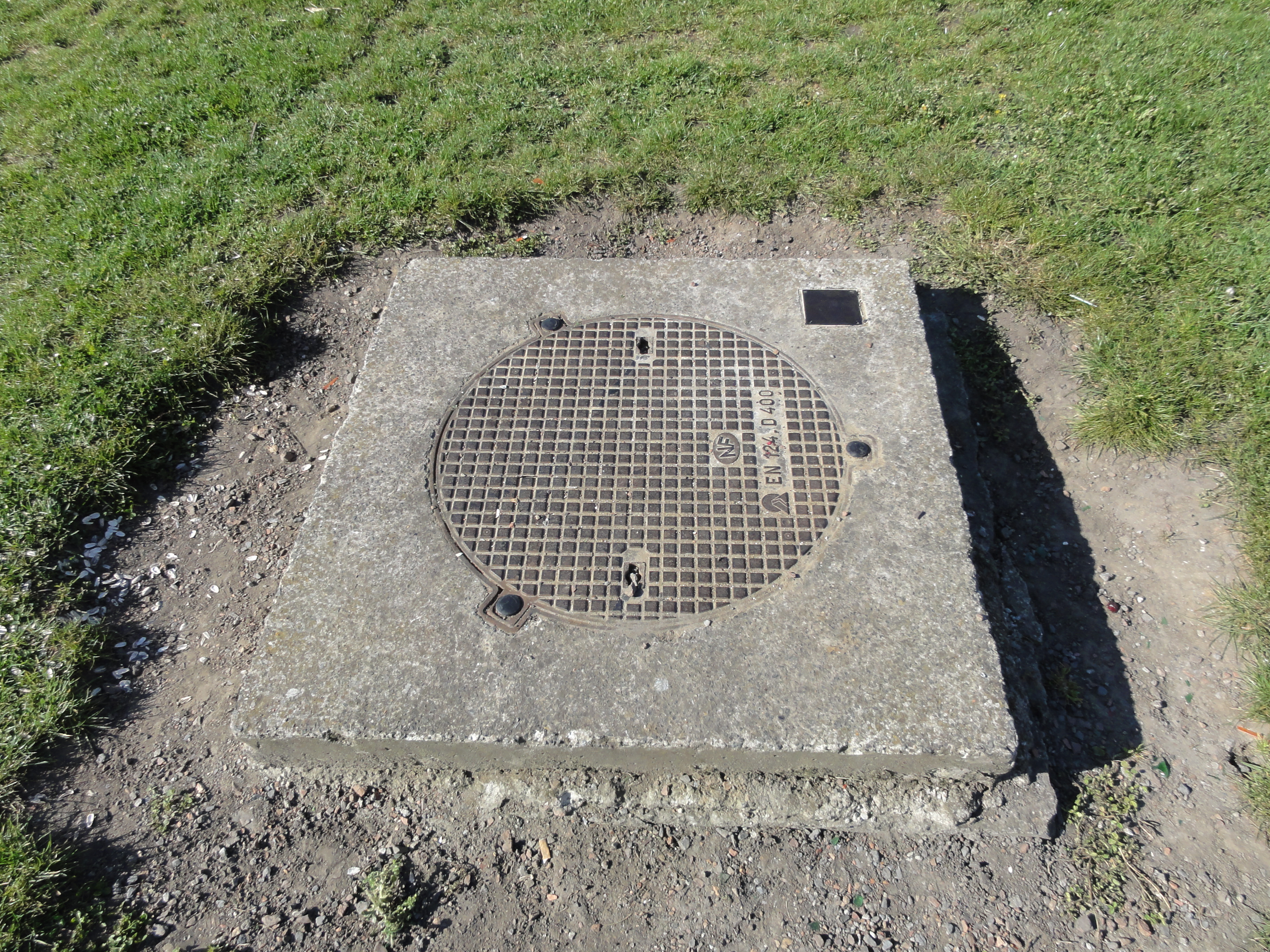
La tête de puits matérialisée Sainte-Barbe.
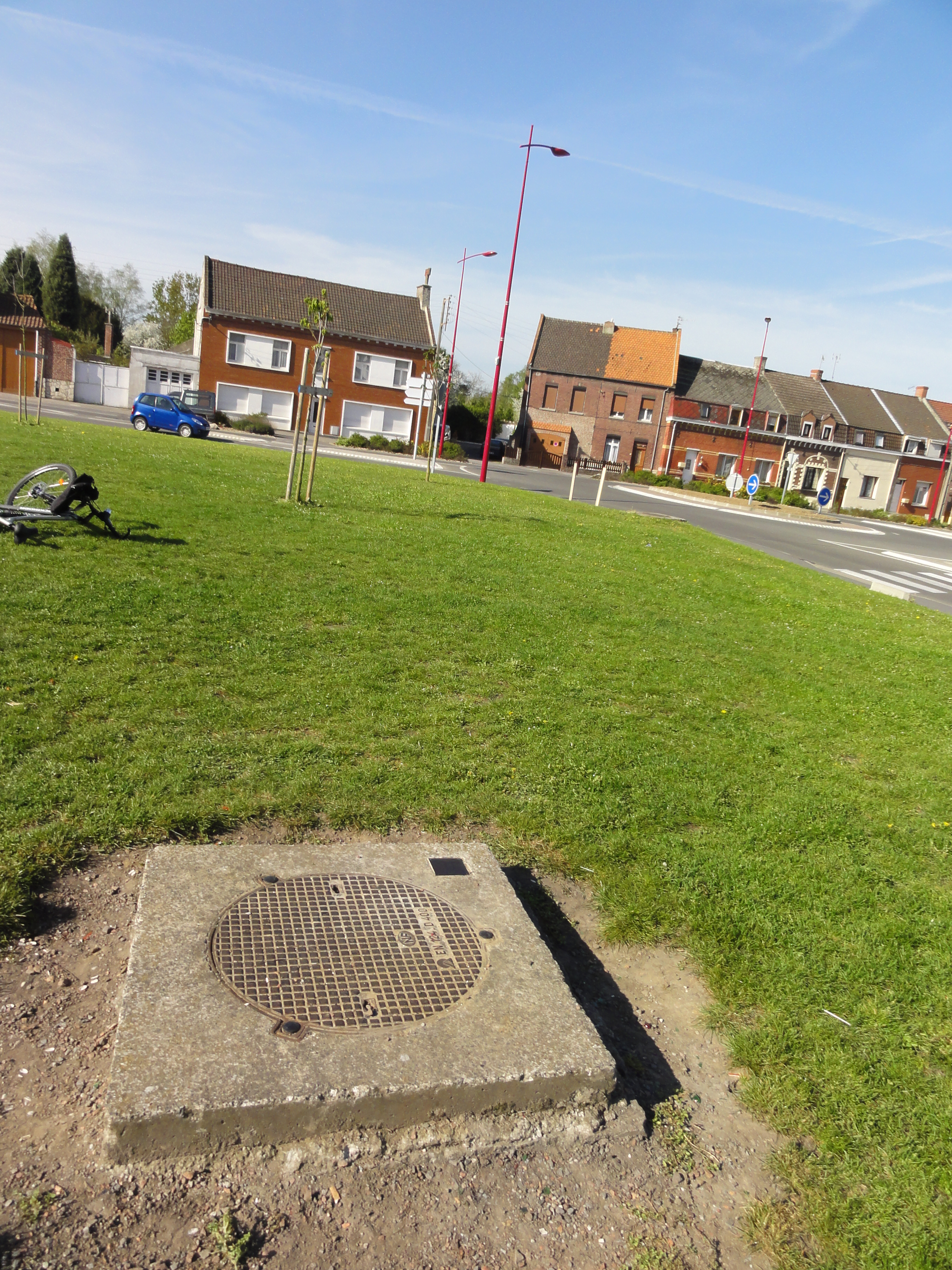
Le puits Sainte-Barbe dans son environnement.
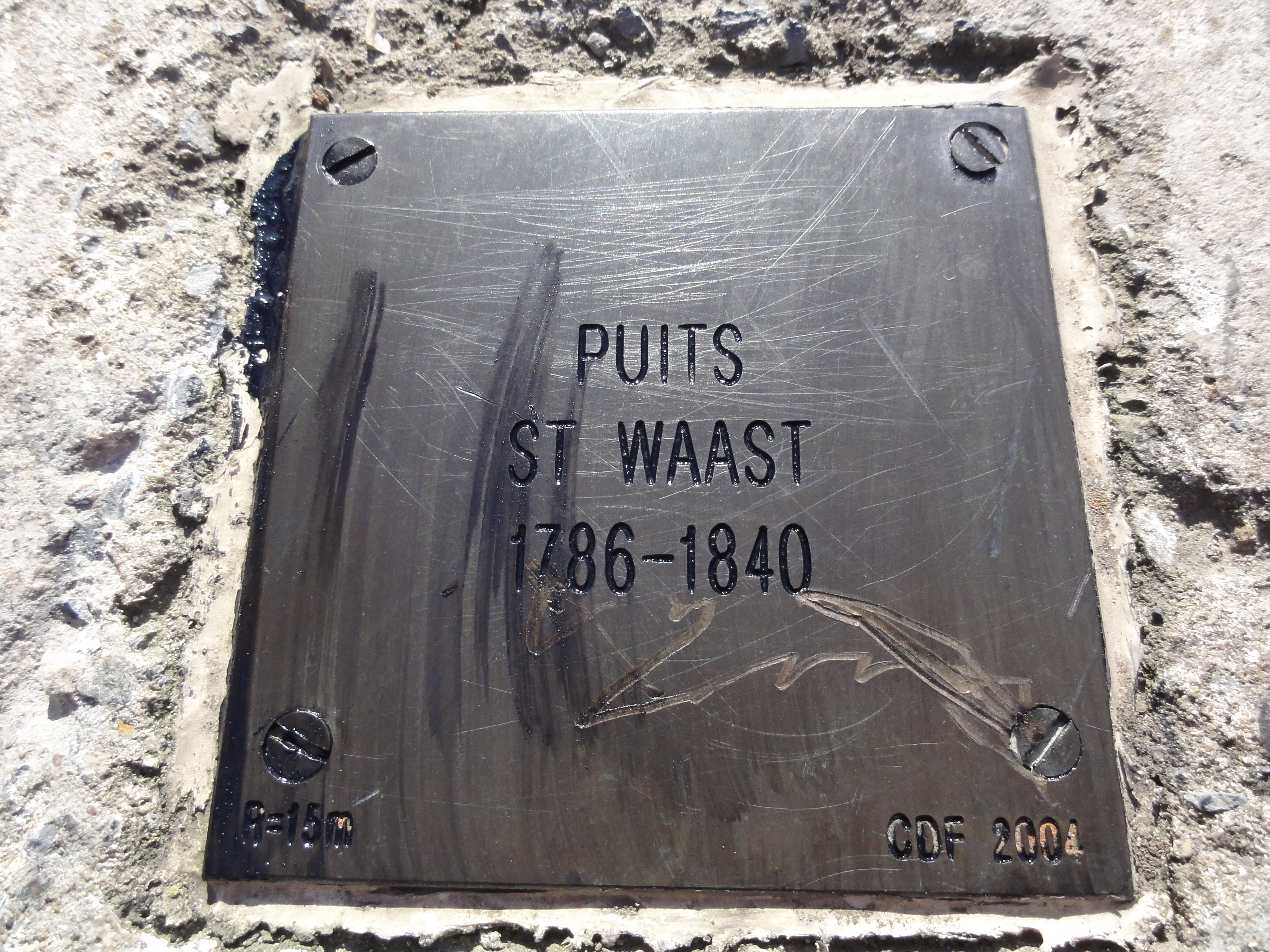
Puits Saint-Waast, 1786 - 1840.
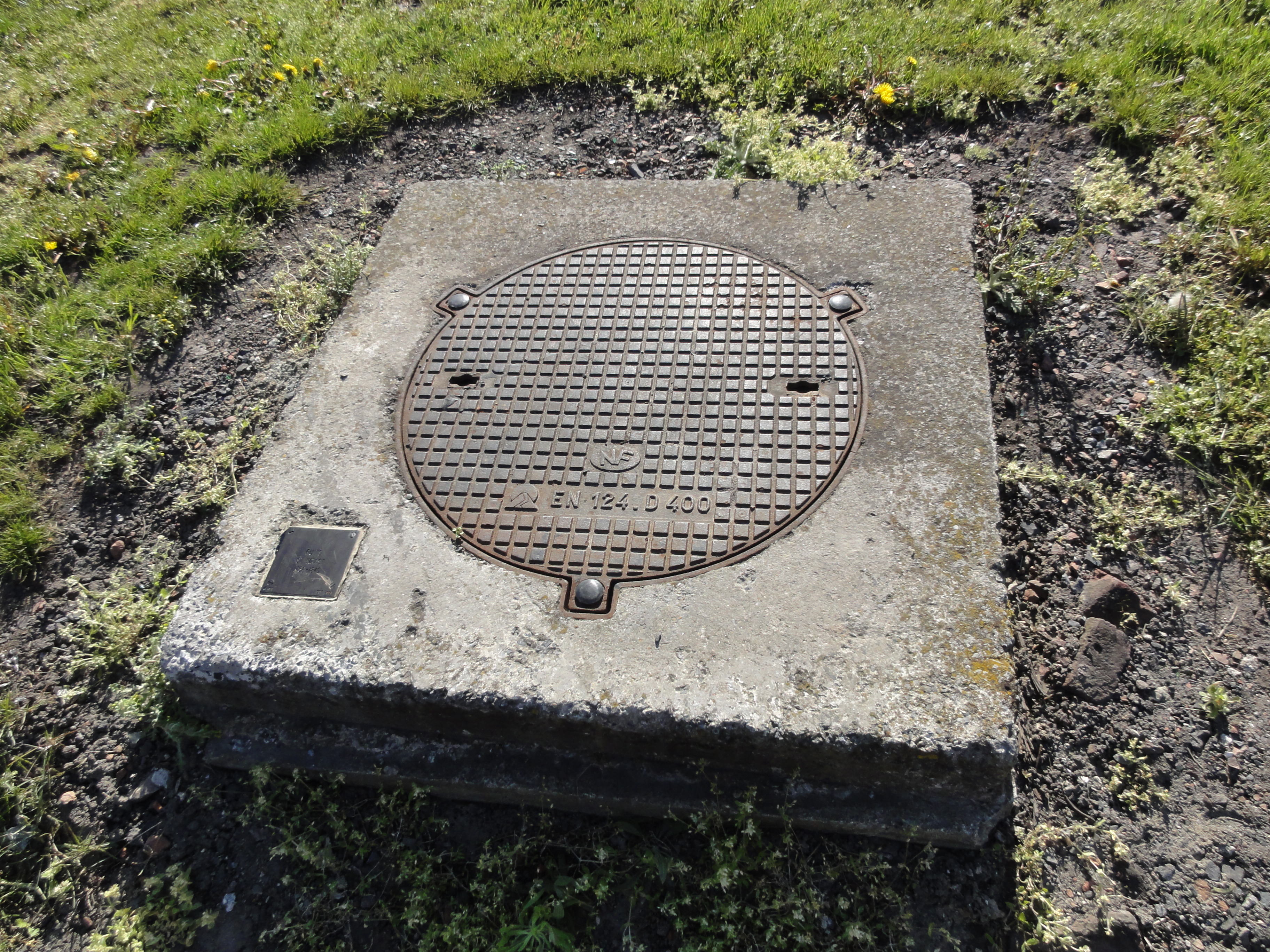
La tête de puits matérialisée Saint-Waast.
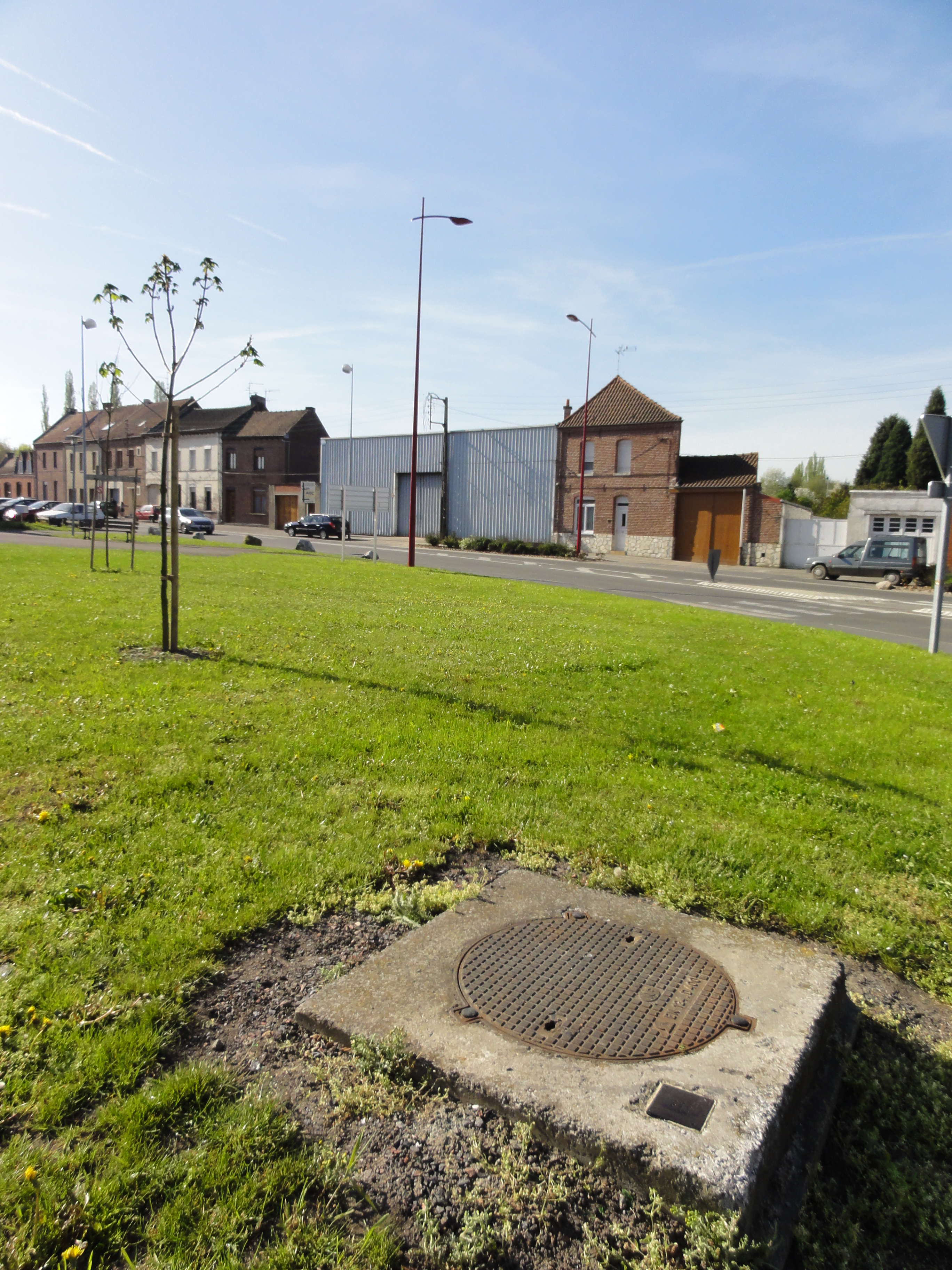
Le puits Saint-Waast dans son environnement.